# Cultura de Macadma
A cultura de Macadma desenvolveu-se em cinco sítios espalhados pela região de Quena, sendo um deles (Macadma 1) datado do paleolítico tardio inicial. A indústria lítica é composta por raspadores, lâminas curtas, buris, entalhes, denticulados, lascas, lamelas apoiadas e micrólitos geométricos feitos com sílex, basalto e calcário; pontas de osso foram identificadas. A subsistência foi baseada na caça (aves, coelhos, pequenos carnívoros, hipopótamos, auroques, bubalinas, moluscos, rãs, sapos) e pesca (clarias e tilápias); os peixes eram armazenados através de defumação.